# Grand Prix automobile de Chine 2019
GP précédent GP suivant
Le Grand Prix automobile de Chine 2019 (Formula 1 Heineken Chinese Grand Prix 2019), disputé le 14 avril 2019 sur le circuit international de Shanghai dans la ville du même nom, marque un cap important dans l'histoire de la Formule 1, puisque cette course est la 1000e du championnat depuis sa première édition en 1950. Il s'agit de la seizième édition du Grand Prix de Chine comptant pour le championnat du monde de Formule 1 et la troisième manche du championnat 2019.
Sur la 1000e grille de départ du championnat du monde, les deux Mercedes, les deux Ferrari, les deux Red Bull, les deux Renault et les deux Haas se suivent dans cet ordre aux dix premières places. Valtteri Bottas, dominateur au volant de la W10, prend le meilleur sur Lewis Hamilton lors de ses deux tentatives dans la troisième phase des qualifications et réalise la septième pole position de sa carrière avec 23 millièmes de seconde d'avance sur son coéquipier. À bord de leurs Ferrari SF90, repoussées à trois dixièmes de seconde, Sebastian Vettel se montre plus rapide que Charles Leclerc. En troisième ligne, Max Verstappen devance Pierre Gasly qui atteint pour la première fois la Q3 avec Red Bull. Daniel Ricciardo précède Nico Hülkenberg sur la quatrième ligne. Une erreur de timing a empêché les pilotes Red Bull et Haas, relâchés dans le trafic, d'effectuer une ultime tentative en Q3 : ils ont franchi la ligne de chronométrage après que le feu est passé au rouge ; les premiers avaient toutefois réalisé un temps chronométré en début de séance, à l'inverse des seconds.
Qu'elles bénéficient de circonstances favorables comme deux semaines plus tôt, à Bahreïn, ou qu'elles affichent un rythme supérieur à la concurrence, les Mercedes obtiennent un doublé au terme des cinquante-six tours du circuit de Shanghai, leur troisième en trois courses consécutives ; il s'agit de la soixante-quinzième victoire de Lewis Hamilton et de la quatre-vingt-dixième de l'écurie allemande. Le quintuple champion du monde britannique prend un meilleur départ que son coéquipier qui patine légèrement à l'extinction des feux, puis s'échappe, mène la course de bout en bout, n'est jamais inquiété et s'impose pour la deuxième fois consécutive cette saison, entendant à l'arrivée le traditionnel « Get in there Lewis! Fantastic drive! » de son ingénieur ; Bottas deuxième n'a jamais été menacé durant l'ensemble de l'épreuve. Charles Leclerc prend le meilleur sur son coéquipier au départ et s'installe au troisième rang ; mais au bout de dix tours, son stand lui ordonne de laisser passer Sebastian Vettel ce qui va lui permettre de monter sur son premier podium de la saison. Les pilotes de la Scuderia, qui ne peuvent rien faire face aux Flèches d'Argent, sont contraints de contrer la stratégie à deux arrêts de Max Verstappen qui joue l'undercut et s'intercale entre eux pour ravir la quatrième place de Leclerc ; Vettel doit même se défendre vigoureusement face aux attaques du Néerlandais, lors d'une belle passe d'armes au dix-neuvième tour, après leurs premiers arrêts. En fin de course, Red Bull arrête Pierre Gasly une troisième fois pour chausser sa RB15 de pneumatiques tendres afin qu'il réalise le premier  meilleur tour en course de sa carrière, à une boucle de l'arrivée, ce qui lui offre un neuvième point complétant les huit de sa sixième place. Daniel Ricciardo, en septième position durant toute la course, marque ses premiers points pour Renault ; il devance Sergio Pérez qui résiste jusqu'au bout à Kimi Räikkönen alors qu'Alexander Albon, parti de la voie des stands, inscrit le point de la dixième place et est élu « pilote du jour ». De la septième place de Ricciardo à la dixième d'Albon, ils sont quatre à n'avoir observé qu'un arrêt au stand durant la course. 
Lewis Hamilton, avec 68 points, ravit la tête du championnat à Valtteri Bottas (62 points). Max Verstappen est troisième (39 points) devant Sebastian Vettel  (37 points) et Charles Leclerc suit avec 36 points. Pierre Gasly (13 points) repousse Kimi Räikkönen au septième rang (12 points). Au classement des constructeurs, trois doublés donnent 130 points à Mercedes Grand Prix, soit presque le double de Ferrari (73 points). Red Bull se rapproche (52 points) ; Renault et Alfa Romeo Racing totalisent 12 points et McLaren et Haas 8 points. Racing Point (7 points) et Toro Rosso (4 points) suivent ; Williams n'a pas encore marqué.

## Pneus disponibles
| Pneus pour piste sèche | Pneus pour piste sèche | Pneus pour piste sèche | Pneus pluie    | Pneus pluie |
| ---------------------- | ---------------------- | ---------------------- | -------------- | ----------- |
| Durs (Type C2)         | Médiums (Type C3)      | Tendres (Type C4)      | Intermédiaires | Pluie       |

## Essais libres

### Première séance, le vendredi de 10 h à 11 h 30

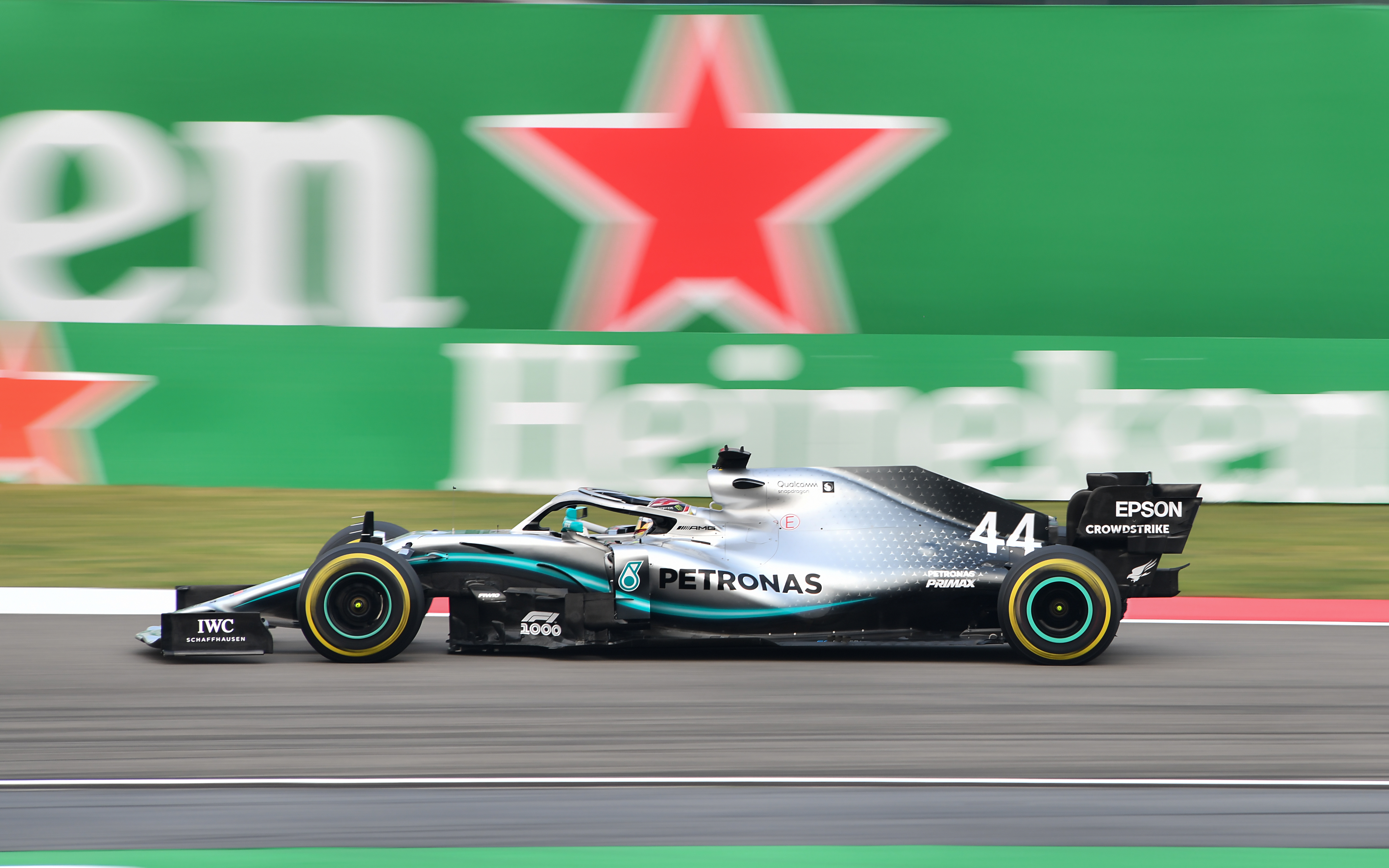
Lewis Hamilton au Grand Prix de Chine 2019.

| Pos. | Pilote           | Voiture        | Chrono         | Écart     |
| ---- | ---------------- | -------------- | -------------- | --------- |
| 1    | Sebastian Vettel | Ferrari        | 1 min 33 s 911 |           |
| 2    | Lewis Hamilton   | Mercedes       | 1 min 34 s 118 | + 0 s 207 |
| 3    | Charles Leclerc  | Ferrari        | 1 min 34 s 167 | + 0 s 256 |
| 4    | Max Verstappen   | Red Bull-Honda | 1 min 34 s 334 | + 0 s 423 |
| 5    | Valtteri Bottas  | Mercedes       | 1 min 34 s 653 | + 0 s 742 |
| 6    | Daniel Ricciardo | Renault        | 1 min 35 s 239 | + 1 s 328 |

### Deuxième séance, le vendredi de 14 h à 15 h 30
| Pos. | Pilote           | Voiture         | Chrono         | Écart     |
| ---- | ---------------- | --------------- | -------------- | --------- |
| 1    | Valtteri Bottas  | Mercedes        | 1 min 33 s 330 |           |
| 2    | Sebastian Vettel | Ferrari         | 1 min 33 s 357 | + 0 s 027 |
| 3    | Max Verstappen   | Red Bull-Honda  | 1 min 33 s 551 | + 0 s 221 |
| 4    | Lewis Hamilton   | Mercedes        | 1 min 34 s 037 | + 0 s 707 |
| 5    | Nico Hülkenberg  | Renault         | 1 min 34 s 096 | + 0 s 766 |
| 6    | Carlos Sainz Jr. | McLaren-Renault | 1 min 34 s 141 | + 0 s 811 |

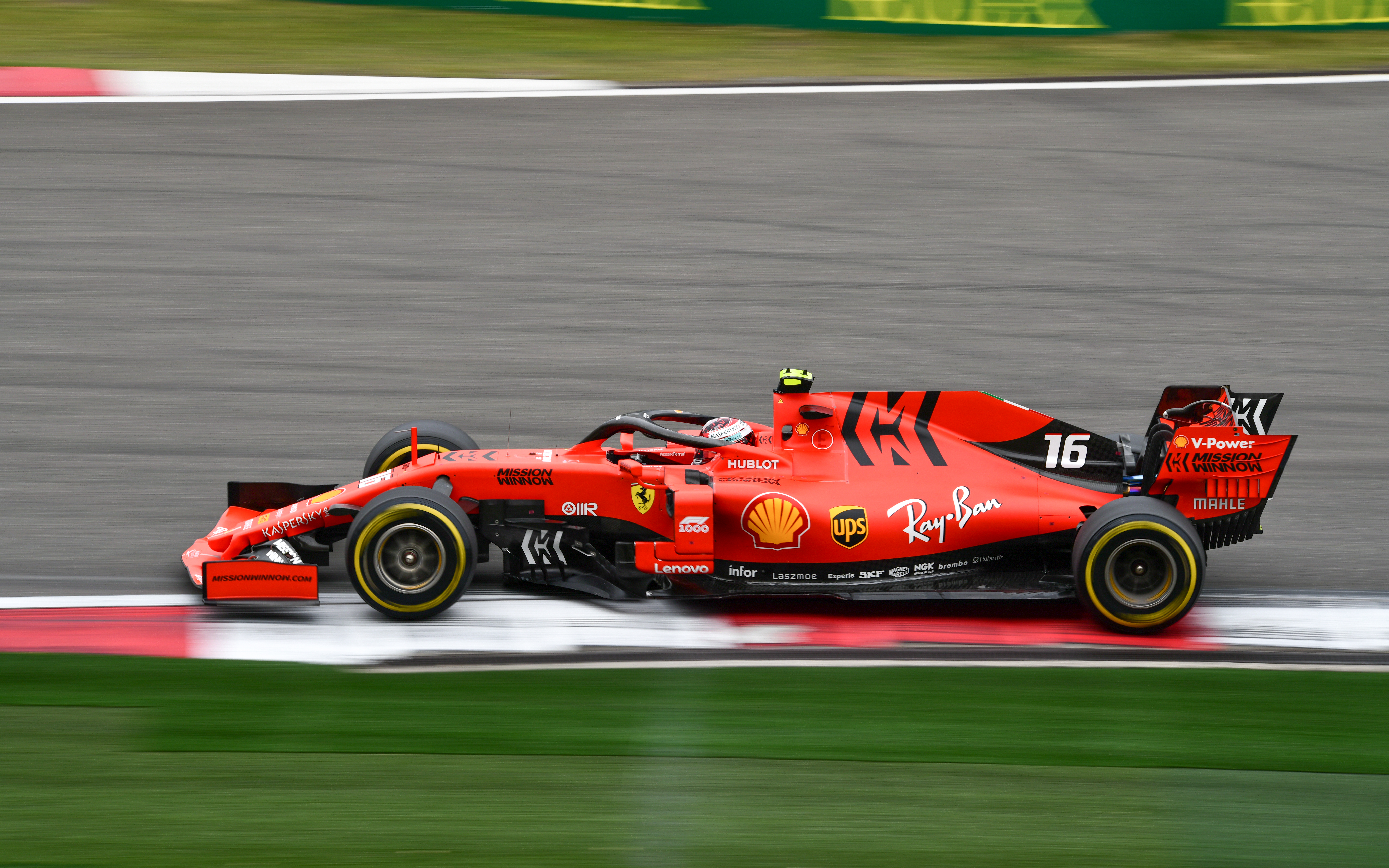
Charles Leclerc au Grand Prix de Chine 2019.

- Charles Leclerc ne boucle que treize tours et obtient le septième temps (1 min 34 s 158). Il passe la majorité de la séance au stand, sa Ferrari étant victime d'une fuite hydraulique sur le système de refroidissement de son groupe propulseur[4].

### Troisième séance, le samedi de 11 h à 12 h

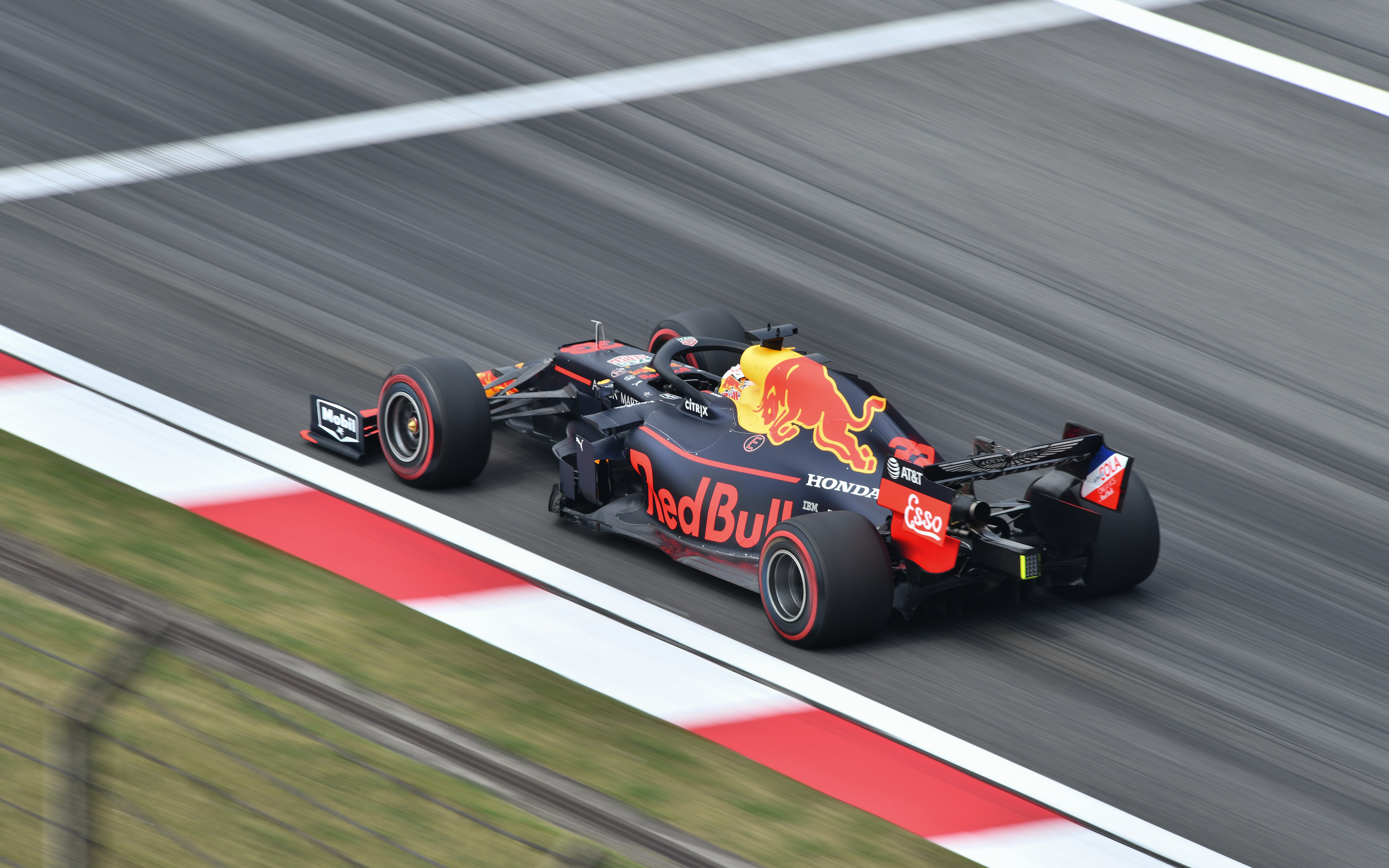
Max Verstappen au Grand Prix de Chine 2019.

| Pos. | Pilote           | Voiture            | Chrono         | Écart     |
| ---- | ---------------- | ------------------ | -------------- | --------- |
| 1    | Valtteri Bottas  | Mercedes           | 1 min 32 s 830 |           |
| 2    | Sebastian Vettel | Ferrari            | 1 min 33 s 222 | + 0 s 392 |
| 3    | Charles Leclerc  | Ferrari            | 1 min 33 s 248 | + 0 s 418 |
| 4    | Lewis Hamilton   | Mercedes           | 1 min 33 s 689 | + 0 s 859 |
| 5    | Nico Hülkenberg  | Renault            | 1 min 33 s 974 | + 1 s 144 |
| 6    | Kimi Räikkönen   | Alfa Romeo-Ferrari | 1 min 34 s 246 | + 1 s 416 |

## Séance de qualifications

### Polémique en Q3
Tous les pilotes s'élancent à environ deux minutes de la fin pour une ultime tentative en Q3. Les Mercedes sortent les premières et Valtteri Bottas, qui devançait Lewis Hamilton de sept millièmes de seconde après leur premier tour lancé, porte l'écart à vingt-trois millièmes puisque son coéquipier n'améliore pas. Alors qu'ils préparent leur tour rapide dans les derniers virages, Sebastian Vettel puis les deux Renault passent devant Max Verstappen, ce qui le contraint à ralentir : il arrive ensuite lancé à pleine vitesse dans la ligne droite alors que le feu de la ligne de chronométrage vient de passer au rouge. Derrière lui, Pierre Gasly, Romain Grosjean et Kevin Magnussen ne peuvent pas non plus effectuer une dernière tentative. Verstappen entre dans une colère noire : « Ce sont des connards, honnêtement. Tout le monde fait la queue et ils foutent tout en l'air. Tu essaies juste d'être gentil mais tout le monde fout tout en l'air. »  Menaçant, il lâche : « Nous étions juste tranquillement les uns derrière les autres mais à un moment Vettel m'a dépassé et les deux Renault également donc ils ont niqué toute ma préparation de tour, alors qu'il y a une règle tacite selon laquelle vous devez juste vous suivre les uns les autres. Mais quoi qu'il en soit, à partir de maintenant en qualifications, je vais les faire chier également »,.
Kevin Magnussen, qui n'a pas réalisé de tour chronométré, estime qu'il était inutile d'essayer de dépasser d'autres pilotes dans les préparatifs des tours lancés en qualifications, même si cela lui a été coûteux ; il déclare toutefois que ceux qui l'ont fait « ont fait la bonne chose. » Si son équipier Romain Grosjean avait critiqué le comportement de Sebastian Vettel lors des préparations de tours lancés en qualifications à Bahreïn, Magnussen prend ainsi indirectement la défense du pilote Ferrari, qui s'est attiré les foudres de Max Verstappen. À la différence de Verstappen, Magnussen, pourtant également victime, juge sa stratégie aussi importante que le comportement de ses rivaux qui jouent leur propre carte dans les dernières secondes de la qualification : « C'était plutôt le bazar et à la fin du tour, tout le monde, je suppose, essayait de se lancer mais avait aussi quelqu'un devant. Cela a donc fini par être trop et ça a coûté le tour à quelques gars. Tout le monde est sorti exactement en même temps des stands. Nous nous suivions les uns les autres et vers la fin du tour, on ne savait pas s'il fallait essayer de dépasser du monde et auquel cas, s'ils allaient défendre, alors c'était le désordre. […] Je ne voulais pas être un trou du cul ! Vous voyez ce que je veux dire. On fait la course. Je n'ai attaqué personne non pas parce que je suis un gentleman, mais parce que je pensais que mes chances seraient assez faibles de pouvoir vraiment dépasser du monde car ils n'auraient pas voulu me laisser passer et ça aurait été le bordel. Je ne veux baiser personne, je n'en vois pas l'intérêt. J'essaie de faire mon truc pour réaliser de bonnes qualifications pour moi-même et n'essaierais jamais de niquer quelqu'un d'autre juste pour la forme ».
Romain Grosjean, qui n'a pas non plus réalisé le moindre tour chronométré, préfère prendre sa mésaventure avec le sourire : « C'est sûr que dans l'équipe, ça doit faire un peu la tête. » Il poursuit ainsi : « En Q3, on n'a pas fait un tour, on a raté la deadline. Il faut que l'on revoit nos chronomètres, ils n'ont pas dû être mis à l'heure chinoise. On n'a pas pu faire un tour donc on s'est un peu tiré une balle dans le pied ».

### Résultats des qualifications
| Pos.                                                                                      | Pilote             | Écurie                    | Qualifications 1 | Qualifications 2 | Qualifications 3 |
| ----------------------------------------------------------------------------------------- | ------------------ | ------------------------- | ---------------- | ---------------- | ---------------- |
| 1                                                                                         | Valtteri Bottas    | Mercedes                  | 1 min 32 s 658   | 1 min 31 s 728   | 1 min 31 s 547   |
| 2                                                                                         | Lewis Hamilton     | Mercedes                  | 1 min 33 s 115   | 1 min 31 s 637   | 1 min 31 s 570   |
| 3                                                                                         | Sebastian Vettel   | Ferrari                   | 1 min 33 s 557   | 1 min 32 s 232   | 1 min 31 s 848   |
| 4                                                                                         | Charles Leclerc    | Ferrari                   | 1 min 32 s 712   | 1 min 33 s 324   | 1 min 31 s 865   |
| 5                                                                                         | Max Verstappen     | Red Bull-Honda            | 1 min 33 s 274   | 1 min 32 s 369   | 1 min 32 s 089   |
| 6                                                                                         | Pierre Gasly       | Red Bull-Honda            | 1 min 33 s 863   | 1 min 32 s 948   | 1 min 32 s 930   |
| 7                                                                                         | Daniel Ricciardo   | Renault                   | 1 min 33 s 709   | 1 min 33 s 214   | 1 min 32 s 958   |
| 8                                                                                         | Nico Hülkenberg    | Renault                   | 1 min 33 s 644   | 1 min 32 s 968   | 1 min 32 s 962   |
| 9                                                                                         | Kevin Magnussen    | Haas-Ferrari              | 1 min 34 s 036   | 1 min 33 s 150   | Pas de temps     |
| 10                                                                                        | Romain Grosjean    | Haas-Ferrari              | 1 min 33 s 752   | 1 min 33 s 156   | Pas de temps     |
| 11                                                                                        | Daniil Kvyat       | Toro Rosso-Honda          | 1 min 33 s 783   | 1 min 33 s 236   |                  |
| 12                                                                                        | Sergio Pérez       | Racing Point-BWT Mercedes | 1 min 34 s 026   | 1 min 33 s 299   |                  |
| 13                                                                                        | Kimi Räikkönen     | Alfa Romeo-Ferrari        | 1 min 34 s 125   | 1 min 33 s 419   |                  |
| 14                                                                                        | Carlos Sainz Jr.   | McLaren-Renault           | 1 min 33 s 686   | 1 min 33 s 523   |                  |
| 15                                                                                        | Lando Norris       | McLaren-Renault           | 1 min 34 s 148   | 1 min 33 s 967   |                  |
| 16                                                                                        | Lance Stroll       | Racing Point-BWT Mercedes | 1 min 34 s 292   |                  |                  |
| 17                                                                                        | George Russell     | Williams-Mercedes         | 1 min 35 s 253   |                  |                  |
| 18                                                                                        | Robert Kubica      | Williams-Mercedes         | 1 min 35 s 281   |                  |                  |
| Temps minimal à réaliser pour la qualification : 1 min 39 s 144 (107 % de 1 min 32 s 658) |                    |                           |                  |                  |                  |
| Nq.                                                                                       | Antonio Giovinazzi | Alfa Romeo-Ferrari        | Pas de temps     |                  |                  |
| Nq.                                                                                       | Alexander Albon    | Toro Rosso-Honda          | Forfait          |                  |                  |

### Grille de départ
- Antonio Giovinazzi n'a pas réalisé de temps en qualifications ; repêché par les commissaires de course, il s'élance de la dix-neuvième place[11] ;
- Alexander Albon n'a pas participé à la séance de qualification après avoir détruit sa Toro Rosso STR14 à la sortie du dernier virage lors de la troisième séance d'essais libres ; repêché par les commissaires de course, il s'élance en vingtième et dernière position, depuis la voie des stands[12],[13].

## Course

### Classement de la course
| Pos. | no | Pilote             | Écurie                    | Tours | Temps/Abandon                      | Grille | Points |
| ---- | -- | ------------------ | ------------------------- | ----- | ---------------------------------- | ------ | ------ |
| 1    | 44 | Lewis Hamilton     | Mercedes                  | 56    | 1 h 32 min 06 s 350 (198,727 km/h) | 2      | 25     |
| 2    | 77 | Valtteri Bottas    | Mercedes                  | 56    | + 6 s 552                          | 1      | 18     |
| 3    | 5  | Sebastian Vettel   | Ferrari                   | 56    | + 13 s 744                         | 3      | 15     |
| 4    | 33 | Max Verstappen     | Red Bull-Honda            | 56    | + 27 s 627                         | 5      | 12     |
| 5    | 16 | Charles Leclerc    | Ferrari                   | 56    | + 31 s 276                         | 4      | 10     |
| 6    | 10 | Pierre Gasly       | Red Bull-Honda            | 56    | + 1 min 29 s 307                   | 6      | 8 + 1  |
| 7    | 3  | Daniel Ricciardo   | Renault                   | 55    | + 1 tour                           | 7      | 6      |
| 8    | 11 | Sergio Pérez       | Racing Point-BWT Mercedes | 55    | + 1 tour                           | 12     | 4      |
| 9    | 7  | Kimi Räikkönen     | Alfa Romeo-Ferrari        | 55    | + 1 tour                           | 13     | 2      |
| 10   | 23 | Alexander Albon    | Toro Rosso-Honda          | 55    | + 1 tour                           | 20     | 1      |
| 11   | 8  | Romain Grosjean    | Haas-Ferrari              | 55    | + 1 tour                           | 10     |        |
| 12   | 18 | Lance Stroll       | Racing Point-BWT Mercedes | 55    | + 1 tour                           | 16     |        |
| 13   | 20 | Kevin Magnussen    | Haas-Ferrari              | 55    | + 1 tour                           | 9      |        |
| 14   | 55 | Carlos Sainz Jr.   | McLaren-Renault           | 55    | + 1 tour                           | 14     |        |
| 15   | 99 | Antonio Giovinazzi | Alfa Romeo-Ferrari        | 55    | + 1 tour                           | 19     |        |
| 16   | 63 | George Russell     | Williams-Mercedes         | 54    | + 2 tours                          | 17     |        |
| 17   | 88 | Robert Kubica      | Williams-Mercedes         | 54    | + 2 tours                          | 18     |        |
| 18   | 4  | Lando Norris       | McLaren-Renault           | 50    | Dégâts                             | 15     |        |
| Abd. | 26 | Daniil Kvyat       | Toro Rosso-Honda          | 41    | Dégâts                             | 11     |        |
| Abd. | 27 | Nico Hülkenberg    | Renault                   | 16    | Électronique                       | 8      |        |

### Pole position et record du tour
- Pole position :  Valtteri Bottas (Mercedes) en 1 min 31 s 547 (214,355 km/h)[15].
- Meilleur tour en course :  Pierre Gasly (Red Bull-Honda) en 1 min 34 s 742 (207,127 km/h) au cinquante-cinquième tour ; sixième à l'arrivée, il remporte le point bonus associé au meilleur tour en course[16].

### Tours en tête
- Lewis Hamilton (Mercedes) : 56 tours (1-56)[17]

## Classements généraux à l'issue de la course
| Pos. | Pilote           | Écurie                    | Points |
| ---- | ---------------- | ------------------------- | ------ |
| 1    | Lewis Hamilton   | Mercedes                  | 68     |
| 2    | Valtteri Bottas  | Mercedes                  | 62     |
| 3    | Max Verstappen   | Red Bull-Honda            | 39     |
| 4    | Sebastian Vettel | Ferrari                   | 37     |
| 5    | Charles Leclerc  | Ferrari                   | 36     |
| 6    | Pierre Gasly     | Red Bull-Honda            | 13     |
| 7    | Kimi Räikkönen   | Alfa Romeo-Ferrari        | 12     |
| 8    | Lando Norris     | McLaren-Renault           | 8      |
| 9    | Kevin Magnussen  | Haas-Ferrari              | 8      |
| 10   | Daniel Ricciardo | Renault                   | 6      |
| 11   | Nico Hülkenberg  | Renault                   | 6      |
| 12   | Sergio Pérez     | Racing Point-BWT Mercedes | 5      |
| 13   | Alexander Albon  | Toro Rosso-Honda          | 3      |
| 14   | Lance Stroll     | Racing Point-BWT Mercedes | 2      |
| 15   | Daniil Kvyat     | Toro Rosso-Honda          | 1      |

| Pos. | Écurie                    | Points |
| ---- | ------------------------- | ------ |
| 1    | Mercedes                  | 130    |
| 2    | Ferrari                   | 73     |
| 3    | Red Bull-Honda            | 52     |
| 4    | Renault                   | 12     |
| 5    | Alfa Romeo-Ferrari        | 12     |
| 6    | Haas-Ferrari              | 8      |
| 7    | McLaren-Renault           | 8      |
| 8    | Racing Point-BWT Mercedes | 7      |
| 9    | Toro Rosso-Honda          | 4      |

## Statistiques

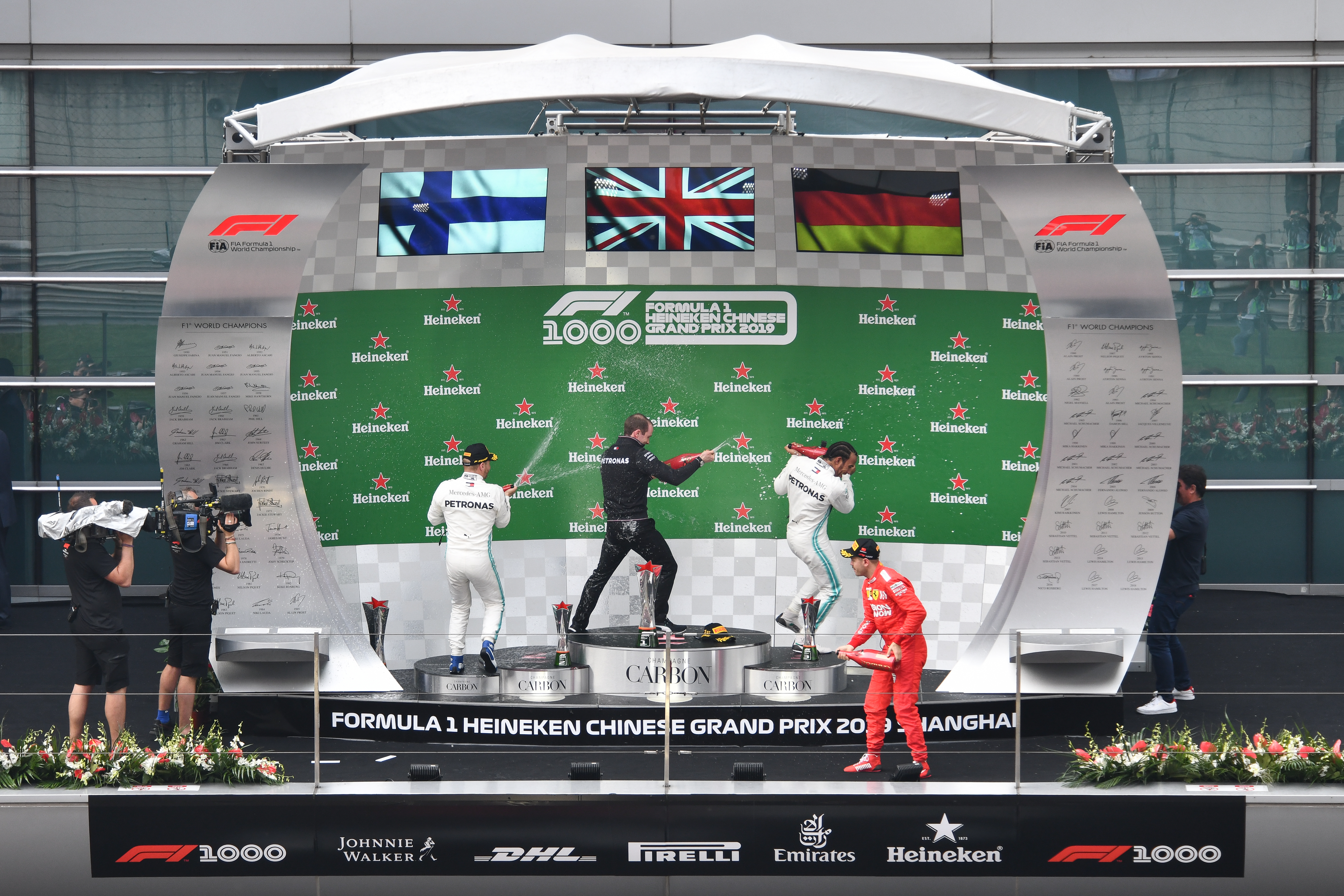
Le podium du Grand Prix de Chine 2019.

Le Grand Prix de Chine 2019 représente :
- La 1000e course organisée dans le cadre du championnat du monde de Formule 1 depuis le 13 mai 1950[20] ;
- la 7e pole position de Valtteri Bottas[21] ;
- la 75e victoire de Lewis Hamilton[22] ;
- la 15e course menée de bout en bout par Lewis Hamilton[23] ;
- la 90e victoire de Mercedes Grand Prix en tant que constructeur[24] ;
- la 176e victoire de Mercedes en tant que motoriste[25] ;
- le 47e doublé de Mercedes Grand Prix[26] ;
- le 1er meilleur tour en course de Pierre Gasly[27].

Au cours de ce Grand Prix :
- Max Verstappen passe la barre des 700 points inscrits en Formule 1 (709 points inscrits)[28] ;
- Lewis Hamilton passe la barre des 4 000 tours en tête (4 041 tours en tête) ce qui le place au deuxième rang derrière Michael Schumacher (5111)[29] ;
- Alexander Albon est élu « Pilote du jour » à l'issue d'un vote organisé sur le site officiel de la Formule 1[30] ;
- Avec trois doublés consécutifs en début de saison Mercedes Grand Prix rejoint Williams-Renault, performance précédemment réalisée il y a  vingt-sept ans par Nigel Mansell et Riccardo Patrese[31] ;
- Derek Warwick (146 départs en Grands Prix de Formule 1 dont deux meilleurs tours en course et quatre podiums, vainqueur des 24 Heures du Mans 1992) a été nommé par la FIA conseiller pour aider dans leurs jugements le groupe des commissaires de course[32],[33].